# Antrakop, Sverdlovsk
Antrakop (în ucraineană Антракоп) este un sat în comuna Matviivka din raionul Sverdlovsk, regiunea Luhansk, Ucraina.

## Demografie
Componența lingvistică a localității Antrakop
     Rusă (77,55%)
     Ucraineană (22,45%)
Conform recensământului din 2001, majoritatea populației localității Antrakop era vorbitoare de rusă (77,55%), existând în minoritate și vorbitori de ucraineană (22,45%).